# L'Âge mûr
L'Âge mûr dit aussi La Destinée ou Le Chemin de la vie ou encore La Fatalité (1894-1900) est une des sculptures majeures de Camille Claudel (1864-1943). Il en existe une version en plâtre, deux épreuves en bronze, exposées respectivement aux musée d'Orsay et musée Rodin ainsi qu'une dernière découverte en 2024.

## Historique
En 1883, Camille Claudel âgée de 19 ans, fait la connaissance d'Auguste Rodin et devient son élève et sa muse. Elle partage son atelier, participe activement à de nombreuses œuvres du maître et entretient avec lui une relation artistique et amoureuse passionnée et tumultueuse durant environ 10 ans.

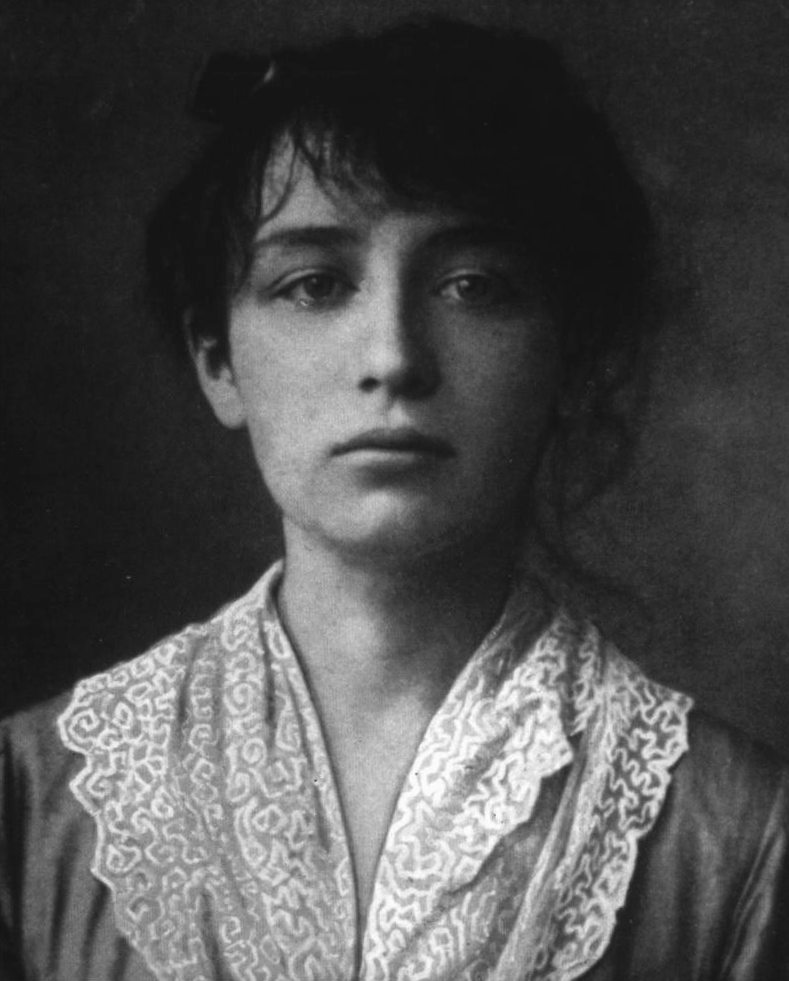
Camille Claudel (1864-1943)
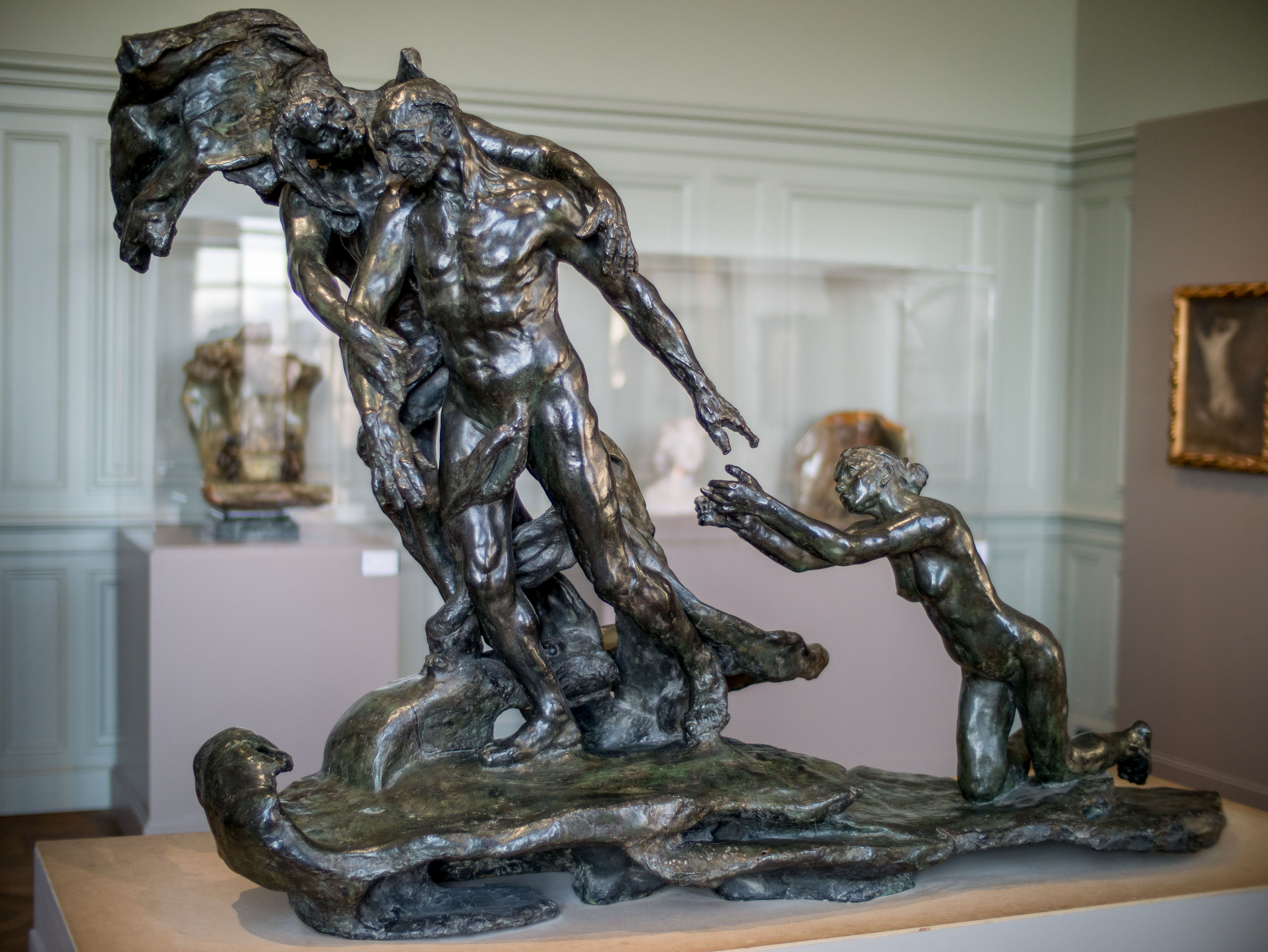
Fonte Frédéric Carvilhani, après 1913, musée Rodin, Paris

En 1892, Camille Claudel quitte son maître et amant après avoir tenté sans succès d'évincer Rose Beuret, compagne de Rodin. Rodin refuse les demandes en mariage de Camille Claudel qui sombre alors dans la démence avant d'être finalement internée en 1913.
Après la rupture entre Camille Claudel et Rodin, ce dernier essaye de l'aider par personne interposée et obtint du directeur des Beaux-Arts une commande de l'État mais cette commande ne sera jamais concrétisée et Camille n'en touchera jamais un sou. Le moule de L'Âge mûr est terminé en 1895 et exposé en plâtre en 1899 au Salon des Beaux Arts de la Société nationale des beaux-arts. Malheureusement Camille n'a pas les moyens de la faire fondre et c'est un capitaine en retraite qui fait fondre à ses frais la sculpture, en 1902, par la Fonderie Thiébaut Frères (le fondeur habituel étant trop cher). L'officier conserve ensuite ce bronze avec lui. Il est plus tard exposé au musée d'Orsay à qui il appartient désormais. Un second bronze est fondu par Frédéric Carvilhani après 1913 et exposé lui au musée Rodin après un don de Paul Claudel.
Les plâtres de cette sculpture L'Âge mûr ont été réalisés entre 1892 et 1895, au moment de la rupture. Ils témoignent du cruel abandon de Rodin. Camille l'implore à genoux pour le rejoindre alors que le sculpteur retourne auprès de Rose. Désormais seule, Camille écrit à son frère Paul Claudel, alors consul à New York : « Je suis toujours attelé à mon groupe de trois. Je vais mettre un arbre penché qui exprimera la destinée. » Rodin a été choqué et furieux lorsqu'il a vu la sculpture pour la première fois en 1899. Il a cessé de soutenir Claudel et a peut-être influencé le ministère des Beaux-Arts à annuler sa commande.
Paul Claudel en parlait ainsi : « Ma sœur Camille, implorante, humiliée à genoux, cette superbe, cette orgueilleuse, et savez-vous ce qui s'arrache à elle, en ce moment même, sous vos yeux, c'est son âme. C'est tout à la fois l'âme, le génie, la raison, la beauté, la vie ». Il a indiqué également, concernant les créations de sa sœur : « L'œuvre de ma sœur, ce qui lui donne son intérêt unique, c'est que, tout entière, elle est l'histoire de sa vie »,. Pour  Bruno Gaudichon, directeur de musée, « Elle est la première à mêler l'intime à l'expression artistique, pour accéder à un langage universel. Elle annonce Louise Bourgeois ou Frida Kahlo ».
Une nouvelle version de L'Âge mûr est découverte à Paris en 2024 lors d'une succession, elle est vendue 3,1 millions d’euros en 2025. Cette version est signée « C. Claudel » et porte le cachet du fondeur : « Eugène Blot Paris », ainsi que le numéro 1 aux pieds de l’implorante.

## Description
La scène représentée montre une jeune Camille Claudel agenouillée et suppliante, qui tente de retenir son amant Auguste Rodin, de 24 ans son aîné. Rodin, quant à lui, est éloigné par une vieille femme marchant tout près de lui, il s'agit probablement de sa compagne de longue date Rose Beuret, représentée de manière caricaturale, dont il n'a jamais vraiment pu se séparer. Le personnage est entouré de drapés flottants et enroule ses bras autour du torse nu de Rodin. L'homme déjà marqué par l'âge semble certes encore hésiter, mais les mains tendues de Claudel ne touchent plus son bras gauche légèrement en arrière, la relation est définitivement rompue. Dans la première version de la sculpture de 1894, conservée sous forme d'ébauche grossière en plâtre, les mains des personnages se touchaient encore et les postures du vieil homme et de sa compagne étaient tournées vers la jeune femme agenouillée, mais dans la deuxième version, la distance s'est accrue, il n'y a plus de contact et la pose de Rodin et de sa compagne tend à s'éloigner de Claudel. Ce groupe de figures est une œuvre hautement symbolique qui incite le spectateur à réfléchir sur les relations humaines dans l'érotisme, l'amour, la vieillesse et la déchéance. Dans le personnage agenouillé, toute la tragédie du destin de Camille Claudel apparaît.
L'œuvre comprend trois personnages nus avec des draperies tourbillonnantes : une jeune femme agenouillée vient de lâcher la main du deuxième personnage, un homme plus âgé debout, et il est attiré par l'étreinte de la troisième personne, une femme plus âgée. On peut y voir une allégorie du vieillissement, l'homme laissant derrière lui la jeunesse et progressant vers la maturité et la mort éventuelle ; mais on peut aussi y voir le reflet de l'abandon de Claudel par Rodin : elle implore Rodin, mais celui-ci est retourné à Rose Beuret. Claudel a expliqué ce symbolisme dans des lettres à son frère Paul Claudel, alors consul à New York. Selon elle, le groupe représente le Destin. Sur la base de ces lettres, L'Âge mûr peut être considéré comme une œuvre autobiographique.
La femme âgée est identifiée par certains à la déesse des destins Clotho (une autre sculpture de Claudel représentant la déesse en 1893) ou Vénus. La jeune femme qui représente la Jeunesse a été exposée sous le nom de Le Dieu Envolé, qui fait référence à l'histoire de Psyché et Cupidon, dont l'amour est interdit par Vénus.